# Wojewodowie troccy
Wojewodowie województwa trockiego Wielkiego Księstwa Litewskiego i I Rzeczypospolitej.

## Wojewodowie
- Jawnuta Wolimuntowicz (1413–1432)
- Piotr Lelusz (1433–1440)
- Jan Gasztołd (1440–1443)
- Jan Moniwidowicz (1443–1458)
- Andruszko Sakowicz (1459–1465)
- Radziwiłł Ościkowicz (1466–1474)
- Iwaszko Wiażewicz
- Marcin Gasztołd (1480–1483)
- Bohdan Andruszkowicz Sakowicz (1484–1490)
- Piotr Janowicz Montygerdowicz (1490–1497)
- Jan Jurjewicz Zabrzeziński (1498–1505)
- Mikołaj Radziwiłł (1505–1510)[1][2][3]
- Grzegorz Ościk (1510–1518)
- Olbracht Gasztołd (1519–1522)
- Konstanty Ostrogski (1522–1530)
- Stanisław Gasztołd (1542)
- Jan Holszański (1544–1549)
- Mikołaj Radziwiłł Rudy (1549–1553)
- Grzegorz Ościkowicz (1553–1557)
- Stefan Andrejewicz Zbaraski (1566–1585)
- Jan Janowicz Hlebowicz (1586–1590)
- Mikołaj Krzysztof Radziwiłł (1590–1604)
- Aleksander Chodkiewicz (1605–1626)
- Janusz Tyszkiewicz Skumin (1626–1640)
- Piotr Pac (1640–1642)
- Aleksander Słuszka (1642–1647)
- Mikołaj Abramowicz (1647–1651)
- Mikołaj Stefan Pac (1651–1670)
- Marcjan Aleksander Ogiński (1670–1684)[4]
- Cyprian Paweł Brzostowski (1684–1688)
- Jerzy Józef Radziwiłł (1688–1689)
- Bogusław Aleksander Uniechowski (1689–1697)[5]
- Kazimierz Władysław Sapieha (1697–1703)
- Michał Kazimierz Kociełł (1703–1707)
- Jerzy Stanisław Sapieha (1707–1709)
- Kazimierz Dominik Ogiński (1709–1730)
- Józef Tadeusz Ogiński (1730–1736)
- Michał Kazimierz Radziwiłł Rybeńko (1737–1742)
- Aleksander Pociej (1742–1770)
- Tadeusz Franciszek Ogiński (1770–1783)
- Andrzej Ignacy Ogiński (1784–1787)
- Józef Mikołaj Radziwiłł (1788–1795)